# Хебризельм (сын Севта III)
Хебризельм (Гебризельм; др.-греч. Ἑβροζέλμης; IV век до н. э.) — сын правившего в последней четверти IV века до н. э. одрисского царя Севта III.
Хебризельм был одним их сыновей одрисского царя Севта III от его брака с Береникой. О нём сообщается в обнаруженной в Севтополе в 1953 году надписи. В ней говорится о принесённой Хебризельмом, его матерью и братьями Сатоком, Тересом и Садалой клятве Спартоку из Кабиле в отношении некоего Эпимена. По мнению авторов «A Companion to Ancient Thrace», вероятно, Садок и его братья были на тот момент несовершеннолетними. Как отметил И. Лазаренко, после смерти Севта III Береника и её дети были вынуждены считаться со Спартоком — как более могущественным правителем. Х. Лунд допускал возможность того, что на момент составления севтопольской надписи отец Хебризельма был ещё жив.